# Smelly Cat
"Smelly Cat" este o melodie folk, cea mai cunoscută a lui Phoebe Buffay (Lisa Kudrow), din sitcom-ul Friends. Melodia este inspirată de "Garbage Dump" a lui Charles Manson. Phoebe spune că a scris cântecul din milă pentru pisica unor vecini, care era neîngrijită și puțea.
Iată vresurile cântecului:
Smelly Cat, Smelly Cat
What are they feeding you?
Smelly Cat, Smelly Cat
It's not your fault.
They won't take you to the vet
You're obviously not their favorite pet
You may not be a bed of roses
And you're no friend to those with noses.
Smelly cat, Smelly Cat
It's not your fault.

## Informații diverse
- O casă de discuri hotărăște să facă un videoclip la această piesă, care urma să fie lansat, dar Phoebe află că vocea din videoclip nu este a ei și anulează contractul
- O variantă a cântecului apare într-o reclamă TV
- Când managerul de la Central Perk hotărăște să angajeze o cântăreață profesionistă, Stephanie Schiffer (Chrissie Hynde de la formația The Pretenders), care s-o înlocuiască pe Phoebe, aceasta o învață cântecul
- Mai există o variantă pe care Phoebe o cântă cu Rob (Chris Isaak)

- Pe CD-ul Friends Again se află "Smelly Cat Medley" care este compusă din două părți, varianta cântată cu Chrissie Hynde și o versiune punk, cântată  împreună cu The Hairballs și  The Pretenders

- Cântecul a pornit de la un cântec pe care tatăl lui Phoebe i-l cânta seara, când aceasta era mică, numit "Sleepy Girl":

Sleepy girl, sleepy girl
Why won't you go to sleep?
Sleepy girl, sleepy girl
You're keeping me up.